# Űrügynökség
Az űrügynökségek olyan állami irányítás alatt lévő szervek, melyeknek feladata a nemzeti űrprogram végrehajtása.

## Nagyobb űrügynökségek

NASA logo

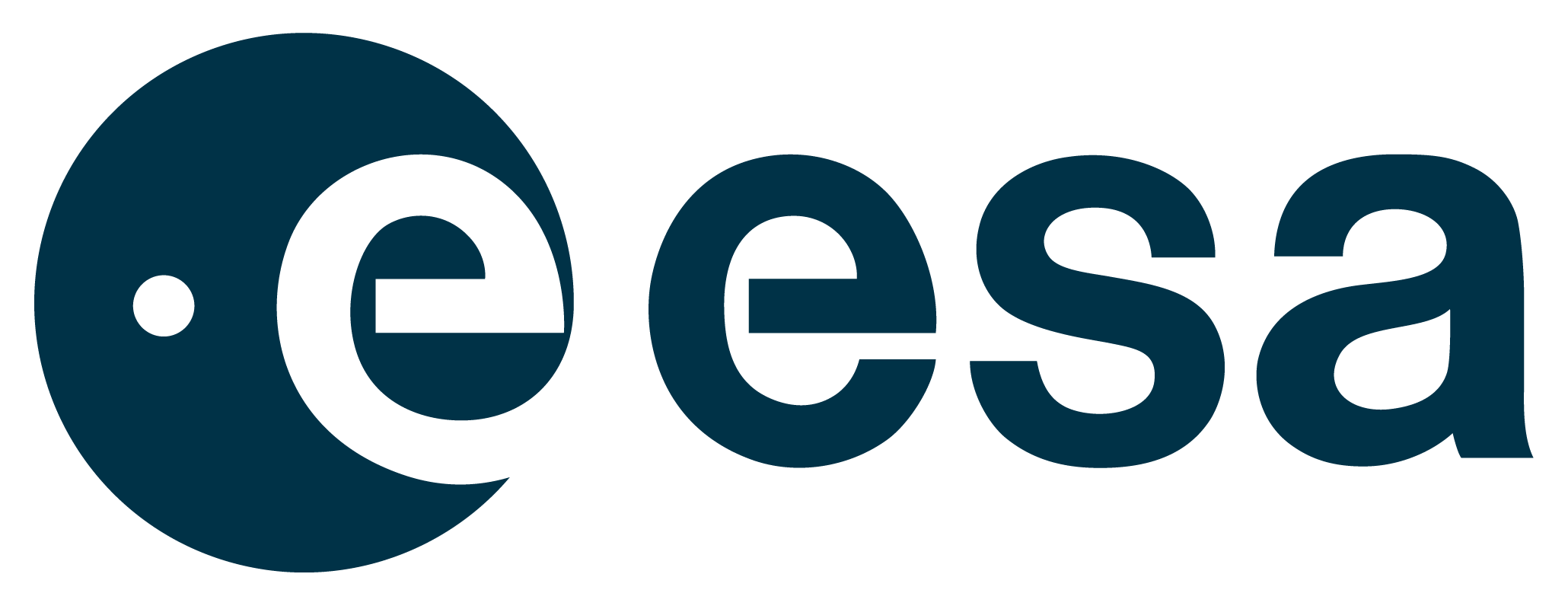
Európai Űrügynökség logo

(zárójelben az ország és az alapítás éve)
- NASA (National Aeronautics and Space Administration, USA):
  - A NASA az Amerikai Egyesült Államok Nemzeti Légügyi és Űrhajózási Hivatala amelyet 1958. október 1-jén hoztak létre. A létező űrügynökségek közül a NASA-nak van a legnagyobb költségvetése.
- Európai Űrügynökség (ESA, European Space Agency, Európa):
  - Az Európai Űrügynökség két korábbi európai űrszervezet, az ESRO és az ELDO összeolvadásával jött létre 1975-ben.
- Roszkoszmosz (Orosz Szövetségi Űrügynökség, Oroszország)
- Kínai Nemzeti Űrügynökség (Kína, 1993)
- Indiai Űrkutatási Szervezet (ISRO, India, 1969)
- Japán Űrügynökség (JAXA, Japán, 2003)
- Francia Nemzeti Űrkutatási Központ (CNES, Franciaország, 1962)
- Német Légügyi és Űrkutatási Központ (DLR, Németország, 1989)
- Olasz Űrügynökség (ASI, Olaszország, 1989)
- Ukrán Állami Űrügynökség (DKAU, Ukrajna)
- Izraeli Űrügynökség (ISA, Izrael)
- Kanadai Űrhajózási Hivatal (CSA, Kanada, 1989)
- UK Space Agency (UKSA, Nagy-Britannia, 1985)
- Magyar Űrkutatási Iroda (Magyarország, 1992)